# Marketing urbano

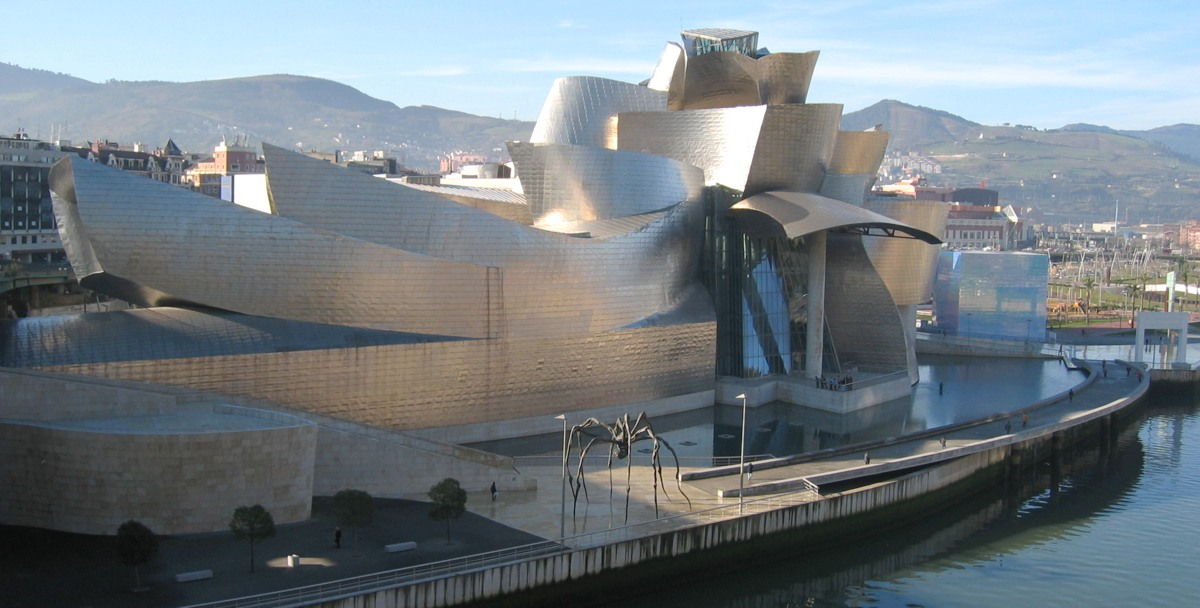
El museo Guggenheim en Bilbao es un ejemplo de estructura utilizada para marketing urbano

El Marketing urbano (relacionado con la marca de ciudad) es la promoción de una ciudad, o de un distrito dentro de ella con el objetivo de animar determinadas actividades para que tengan lugar allí. Se usa para alterar la percepción externa de una ciudad con el fin de animar el turismo, atraer migración interna de residentes o facilitar la recolocación empresarial. Un rasgo característico del marketing urbano es el desarrollo de nuevos hitos o 'flagship', edificios y estructuras. El desarrollo de las ciudades como producto mercadeable ha conducido a una competencia entre ellas para conseguir inversión interna y financiación por parte de los gobiernos. Este fenómeno se manifiesta a menudo en los intentos de las ciudades para atraer acontecimientos deportivos internacionales, como por ejemplo, las Olimpiadas. La competición entre las ciudades se puede dar a nivel regional, nacional o internacional; y es un efecto de la globalización. Algunas localidades están asociadas con determinadas marcas apoyándose unas en las otras pero a veces la marca comercial es tan potente que eclipsa la marca del lugar. Un ejemplo de esto es Maranello, Italia, que utiliza la sede de Ferrari como atracción primaria para los turistas.
El marketing urbano puede ocurrir estratégicamente u orgánicamente. Un ejemplo de marketing urbano estratégico es Las Vegas. La ciudad está promocionada a través de una variedad de esfuerzos con el intento estratégico de adquirir bonificaciones culturales y económicas. Un caso de marketing urbano orgánico es Jerusalén. La ciudad es promocionada sin una gran estrategia, cuando personas interesadas de forma desorganizada han glorificado la ciudad a lo largo de siglos animando el peregrinaje a ella generando así bonificaciones culturales y económicas. Ambos casos son ejemplo del marketing urbano, cada uno con una diferente implicación estratégica y orgánica. Generalmente, el marketing orgánico se produce junto al marketing estratégico ya que es imposible construir la percepción de la ciudad solamente mediante esfuerzos estratégicos.
Según Scott Cutlip, uno de los primeros, si no el primer programa de promoción municipal estuvo liderado por Erastus Brainerd para la ciudad de Seattle comenzando en 1896. Seattle se encontraba en competición con Portland y Victoria para ser la ciudad elegida en el suministro por la Fiebre de Oro de Klondike. A ese fin, se estableció una Agencia de Información Pública dentro de la Cámara de Comercio de la ciudad.
Como con cualquier esfuerzo de marketing de éxito, las ciudades tienen que estar dispuestas a comprometerse con un plan a largo plazo para que su identidad y su mensaje sean comunicados eficazmente. Una visión compartida entre las personas interesadas ayudará desarrollar una estrategia coherente de la imagen de la ciudad.

## City Brand Index
El City Brand Index (Índice de Marca de Ciudad) es emitido bianualmente y clasifica la imagen de 50 ciudades sobre 6 variables: presencia, sitio, potencial, pulso, personas y prerrequisitos. En el informe de 2015, París ocupó el primer lugar, con Londres, Nueva York, Sídney, y Los Ángeles situados en los puestos 2 a 5 respectivamente.